# Distrikt Pisacoma
Der Distrikt Pisacoma liegt in der Provinz Chucuito in der Region Puno in Süd-Peru. Der Distrikt wurde im Jahr 1821 gegründet. Der Distrikt Pisacoma hat eine Fläche von 959,34 km². Beim Zensus 2017 wurden 8223 Einwohner gezählt. Im Jahr 1993 lag die Einwohnerzahl bei 8857, im Jahr 2007 bei 12.151. Verwaltungssitz des Distriktes ist die 3915 m hoch gelegene Ortschaft Pisacoma mit 1225 Einwohnern (Stand 2017). Pisacoma liegt 78 km südlich der Provinzhauptstadt Juli sowie knapp 140 km südsüdöstlich der Regionshauptstadt Puno.

## Geographische Lage
Der Distrikt Pisacoma liegt im Altiplano südwestlich des Titicacasees im äußersten Süden der Provinz Chucuito. Entlang der westlichen Distriktgrenze verläuft ein über 5000 m hoher Gebirgszug, der die Wasserscheide zwischen dem Einzugsgebiet des Río Ilave im Westen und dem des Río Desaguadero im Osten bildet.
Der Distrikt Pisacoma grenzt im Westen an die Distrikte Capaso und Santa Rosa (beide in der Provinz El Collao), im Norden an den Distrikt Huacullani sowie im Nordosten an den Distrikt Kelluyo. Im Südosten grenzt der Distrikt Pisacoma an das bolivianische Departamento La Paz. Dort befinden sich die Municipios San Andrés de Machaca (Provinz Ingavi), Santiago de Machaca und Catacora (beide in der Provinz José Manuel Pando).